# 北軍気球司令部
北軍気球司令部（ほくぐんききゅうしれいぶ、英:Union Army Balloon Corps）は、南北戦争中の北軍の1部隊であり、大統領に指名されたタデウス・ローによって設立された。この組織は民間で運営されるものとして組織され、1群の気球操縦士を雇い、南軍を空中偵察する目的で7基のガス充填気球を特別に作らせた。
ローはアメリカの気球操縦者の中でも経験を積んだ者であり、気球で大西洋横断飛行を試みようとしていた。その計画は、その最も重要な試験飛行の1週間前に南北戦争の開戦で妨げられた。その後ローは、気球を偵察目的に使うことで、空中兵器の開発にその飛行技術を使うことを申し出た。ローはエイブラハム・リンカーン大統領と1861年6月11日に会見し、ホワイトハウスの前面芝生で自分の気球エンタープライズ号でデモンストレーションを行う提案をした。高度500フィート (150 m) の上空からローはワシントンD.C.の田園地帯がどう見えるかを電報で地上に送信した。最終的にローは新しく結成された北軍気球司令部操縦士長の候補者の中からその職に選抜されることになった。
気球司令部は熟練した気球操縦士から選別されたチームを組み、ヨークタウンの包囲戦、セブンパインズの戦い、アンティータムの戦い、フレデリックスバーグの戦いなど、ポトマック川やバージニア半島での主要な戦闘で活躍した。気球司令部は1861年10月から、ローの辞任に伴って解隊される1863年夏まで北軍に貢献した。

## 気球操縦士長の選定
気球を空中兵器として使う試みでは、フランス革命戦争中の1794年のフルリュスの戦い（ベルギー）でフランス気球司令部が初めて使ったという記録があった。エイブラハム・リンカーン大統領は偵察目的で空中兵器を使うことに興味を抱くようになった。このことで陸軍省と財務省の注意を喚起し、ある種の気球飛行部隊を設立し「気球操縦士長」に指揮させる必要性が出てきた。その職に就くことを目指して、国中から何人か上級の気球操縦者がワシントンD.C.に移動した。しかし、そのような部隊を設立する具体的提案は無く、また軍隊が運営するか民間で運営するかすらも決まっていなかった。さらには気球操縦士長を選ぶ方法も明らかでなく、政府にしろ軍隊にしろ、役人の注意を引くようになった時は、自由競争のようになっていた。気球を使用することの大部分は試行錯誤で運営した主要軍指揮官達の意向と、気球操縦者自身の最高の自薦に任されることになった。この職を求めた者の中で、わずか2人、すなわちタデウス・ロー教授とジョン・ラマウンテンが空中戦闘偵察を行う実際の機会を与えられた。

### タデウス・ロー

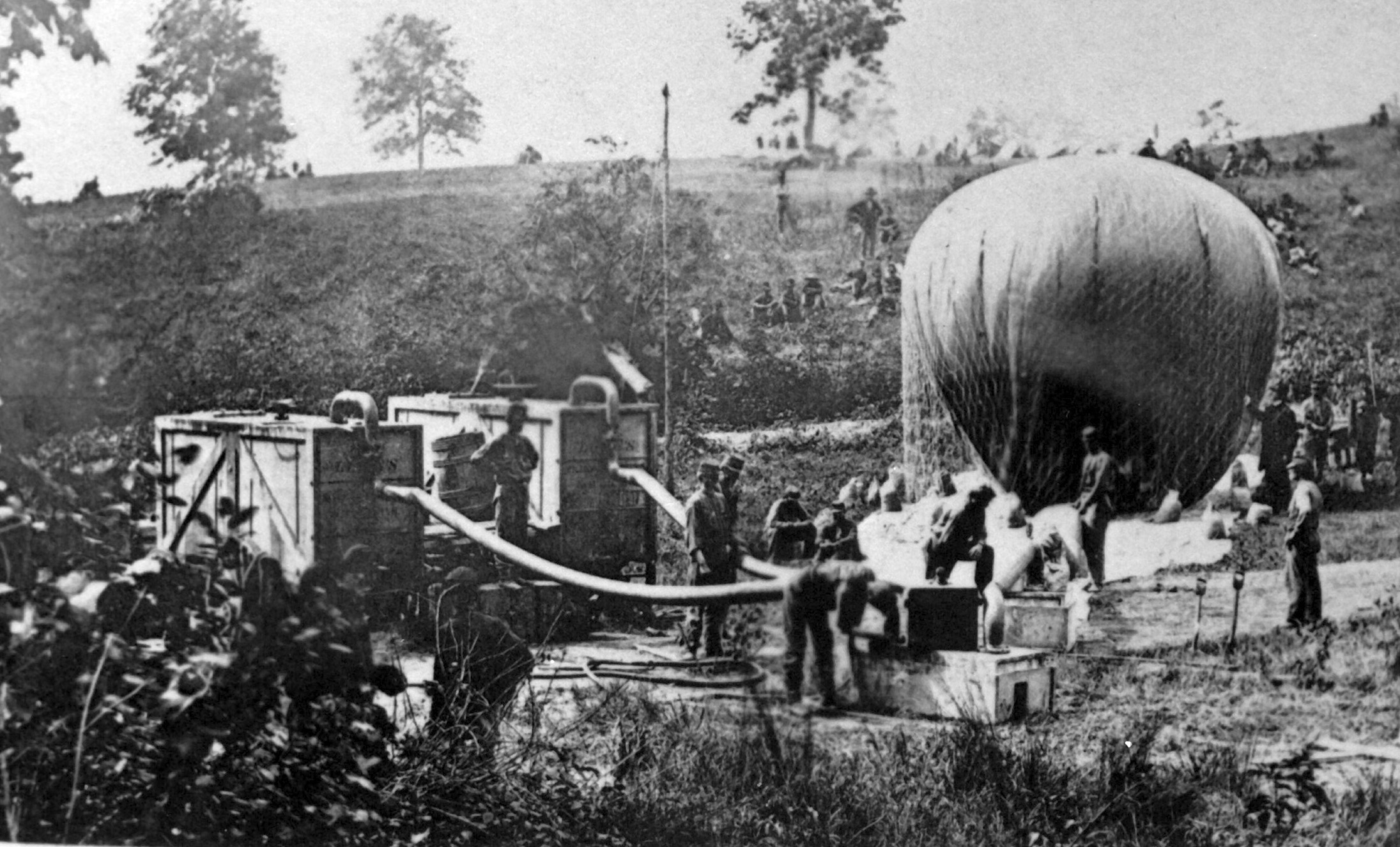
戦場で移動式水素ガス発生器を用い、気球を膨らませる様子

タデウス・ロー教授は北軍の気球操縦士長の地位を求めたアメリカ人気球操縦者の中でも上級の者だった。対抗していたのはジョン・ワイズ教授、ジョン・ラマウンテン教授およびエズラとジェイムズのアレン兄弟だった。これらの者は当時飛行術で特別の資質を持った気球操縦者だった。彼等の中でもローは気球制作で最も成功していた者であり、大西洋横断飛行にも最も可能性がある者だった。その科学的記録はローの大きな後援者となったスミソニアン博物館のジョセフ・ヘンリー教授を始め当時の仲間から高い評価を受けていた。
ヘンリーやその他の者の推薦もあって、ローに財務長官サーモン・チェイスから接触があり、陸軍長官サイモン・キャメロンと大統領と引見するためにワシントンD.C.に呼び寄せられた。1861年6月11日、ローはリンカーンと会見し、即座に気球を使った実演を申し出た。
6月16日の土曜日、ローは自分の気球エンタープライズ号で、電報の電鍵と電報士と共に、コロンビア武器庫上空500フィート (150 m) に昇り、通りを隔てたホワイトハウスに次のような一繋がりの電文を送った。
気球エンタープライズ'
ワシントンD.C.、1861年6月16日
アメリカ合衆国議会大統領に:
この観測地点からは直径50マイル (80 km) 近い範囲が見渡せる。町を野営地が取り囲んでいる様は素晴らしい眺めである。この空中基地から初めての電報を貴方に送ることができるのは喜びであり、この国のために気球の科学の有用性を示す機会を与えてくれた貴方に感謝するものである。タデウス・ロー
ローの最初の任務は地形工兵隊とのものであり、その気球は空中観察と地図作りに使われた。最終的にアービン・マクドウェル少将と共に働き、マクドウェルはローと気球に乗ってブルラン（第一次ブルランの戦いは7月21日）の戦場観測を行った。マクドウェルはローとその気球に感銘を受け、その良い評価が大統領に届くと、大統領自ら北軍総司令官ウィンフィールド・スコットにローを紹介した。「将軍、この人が友人のロー教授であり、気球司令部を組織しようとしており、その長になる人だ。私は貴方が彼の仕事を支えてくれることを望む。」この紹介はローを気球操縦士長に選別することに大きく働いた。司令部を設立する詳細と運営の方法はローに任された。気球司令部は民間契約のままであるという誤解がその間も続き、ローもその隊員も任官を受けることは無かった。

### ジョン・ワイズ
ジョン・ワイズは1808年に生まれたアメリカ気球操縦者の初期開拓者だった。ワイズは気球の発生期の科学に大きな貢献を果たしたが、気球乗りというよりも興行師に向いていた。
大西洋横断飛行の準備のために自由飛行を試みていたがローに比べてうまく行っておらず、社会からの財政的支援を受けず、また全体的信用も得ていなかった。
ワイズは地形工兵隊からはまともに受け入れられて、気球制作を求められた。ワイズがワシントンに現れたのは遅れていたが、気球を膨らませて戦場に向かった。その途中で気球が雑木林に引っ掛かりそれ以上使えなくなった。これで気球操縦士長を求めたワイズという札が無くなり、ローはその職に就くために少なくとも一つの障害から解放された。歴史家メアリー・ホーリングは、地形技師のホイップル大尉がローに、ワイズは自分の気球、恐らくはアトランティック号を持ってくる準備をしていると伝えたことを示した。
その他の証言では、ジョン・ラマウンテンが1859年にワイズと共に行った失敗飛行の後でアトランティック号を所有していたとしている。ローの報告書ではホイップル大尉がワイズに新しい気球を制作するよう指示したことを示したと言っている。ホイップル大尉はローが新しい気球を操縦することも提案した。ローはワイズの旧式の気球で飛ぶことに猛反対した。
工兵技師達は7月のまる1ヶ月ワイズが現れるのを待った。1861年7月19日までに、マクドウェルは気球を第一次ブルランの前線（センタービル）に持ってくるよう要求を始めた。ワイズが見つからなかったので、ホイップルはローに気球を膨らませてフォールズチャーチに向かうように言った。歴史家メアリー・ホーリングに拠れば、ジョン・ワイズが突然アトランティック号と共に現れて、ローに気球を膨らませるのを止めるよう要求し、その代わりに自分の気球を膨らませた。ワイズはそうする権限があるという法的文書を持っていたと言われる。
歴史書の証言では、アトランティック号は既にモンロー砦のジョン・ラマウンテンの所にあったことになっている。ローはその公式報告書で気球送気事件を控えめに書いているが、ガス工場の監督者から自分の気球を外し、別の気球を先に膨らませると告げられたと言っている。ローはその名前を挙げていないが、ワイズのもの以外にはあり得ないように見える。ローの新しい気球に関する報告書はホーリングの証言にあるようにアトランティック号と考えるべきである。

### ジョン・ラマウンテン
ジョン・ラマウンテンは1830年に生まれ、気球乗りの分野では大変な評判を生んでいた。一度はワイズと組んで大西洋横断飛行の計画を助けた。この試みは惨めな失敗に終わり、その気球（アトランティック号）は壊れ、共同事業も終わった。ラマウンテンは気球の所有者になった。
ラマウンテンの貢献と成功は最小のものである。しかし彼はモンロー砦でベンジャミン・バトラー少将の注意を引き付けた。ラマウンテンはみすぼらしくなったアトランティック号で暫くはモンロー砦で活動し、実際に空中から戦時の観察を効果的に行ったことでは初めての者とされている。気球サラトガ号も手に入れたが、間もなく暴風で失われた。ラマウンテンは自由飛行による気球偵察を提唱したが、ローは囚われ形、すなわち繋留された飛行方式を使い、常に地上の仲間が引き下ろせるように索で繋がれていた。
ワイズとラマウンテンは長い間ロー教授のことを悪く言っていたが、ラマウンテンはローに対して信用を落とすような辛辣な運動を続け、気球操縦士長の職から追い落とそうとした。世論という競技場を使ってローに悪態をついた。しかしバトラー将軍がモンロー砦指揮官から解任されると、ラマウンテンはローの指揮下にある気球司令部で任務を与えられた。それでもローに対する世論を傷つけることを継続し、また司令部の他の隊員の中にも悪意を生んだ。ローはジョージ・マクレラン少将に正式な苦情を申し入れ、1862年2月、ラマウンテンは軍務を解かれた。

#### 自由飛行 対 繋留飛行
気球を操縦するには2つの方法、すなわち自由飛行と繋留飛行があった。自由飛行は、操縦士が飛べる限りどの方向でも如何なる距離でも移動できることを意味している。繋留飛行は、気球が1本あるいは連続した索で地上の仲間の所に繋がれていることを意味している。自由飛行の場合、操縦士は自分の制御で上昇し戻ってくる必要がある。繋留飛行の場合、地上の仲間が高さ制御を手助けし、戻るときは正確に出発地点に迅速に戻って来られる。索は地上に電文を流す導線としても使える。気球観測から得られた情報は幾つかの信号術で地上に伝えられる。高々度からは電信がほとんど常に必要とされた。低い高度では準備された旗信号、手信号あるいはメガフォンですら地上との対話に利用できた。夜間では、電信かランプが利用できた。ローがその任にあった時期の後半での戦闘には、あらゆる報告と対話は気球で上昇および下降することで口頭で伝えられるよう命令された。このことはローの陸軍長官に対する公式報告書第2号で、通常の伝言複写が突然無くなっていることからも分かる。
ラマウンテンとローは長い間自由飛行か繋留飛行かということで議論を続けた。ローがブルランで初めてデモンストレーションを行ったときは自由飛行を行い、北軍宿営地の上で空中静止したが、北軍兵のだれも適切にローを識別できなかった。ローは文民なので制服も記章も着けていなかった。下降する毎に発砲の脅威に遭い、また下降するためにはガスを放出する必要があった。一度は敵の前線背後に不時着して、夜通し救出を待ったこともあった。この事故以来、ローは地上に繋留された状態を選び、危急の際には巻き降ろして貰えるようにした。それ以外にも、気球籠からの電報送信には索に沿わせた電信線が必要だった。
ラマウンテンはモンロー砦の陣地から贅沢な自由飛行を楽しんだ。気球司令部の下に付いたとき、自分の偵察飛行は自由でなければならないと主張した。ローは隊員には厳格に決定事項だとして自由飛行に反対する指示を出した。最終的に2人は決着を付けるときだと合意し、ラマウンテンはその自由飛行を行った。この飛行は生きたいところへはどこへでも行けたので偵察としては成功だった。しかし、帰還するときにラマウンテンを識別できない北軍兵に脅されることになった。その気球は打ち落とされ、はっきりとその人だと判明するまで手荒な待遇を受けた。
ローはこの出来事が自由飛行に対する反論になると考えた。ラマウンテンは不幸な事故があったものの、飛行は大いに成功だったと主張した。この決着の試みは議論を落ち着かせるためには何にもならなかったが。気球操縦士長としてのローの位置付けは揺るぎないものになった.。

## 軍用気球の制作
ローは軍用で使われる気球は民間の操縦士が使う通常の気球よりもうまく作られるべきと考えた。戦場で使うためには特別な操作と用心も必要だった。当時の気球は市営の石炭ガス供給基地で膨らまされ、膨らまされたまま地上員によって現場まで曳航された。ローは現場で気球にガス充填ができるように、携帯可能な水素ガス生成器の開発が必要であると認識した。しかし、管理部門の士官として待遇され、通常は少佐以下の扱いだったので、資材を購入するための予算は諦めるしかなかった。
ローは野砲の効果的使用法を変えるという目的で別のデモンストレーションを行うために呼び出された。1861年9月24日、ワシントンD.C.の南、コーコラン砦に行くよう指示を受け、そこから上昇して遙か南にあるバージニア州フォールズチャーチの南軍宿営所を見下ろすことになった。遠く離れたキャンプ・アドバンスに見えない北軍の砲台があった。ローはフォールズチャーチにめくら撃ちする砲台に旗信号で指示を送ることとされた。各信号は左へ、右へ、手前へあるいは遠くへという調整を指示するものだった。同時に報告が電報でも砦の作戦本部に伝えられた。数回の調整で砲台からの砲弾は正しく標的を捉えるようになった。この方法は砲撃前進観測者の先駆けとなった。
翌日ローは4基の気球と水素ガス発生器の制作命令を受けた。ローはフィラデルフィアの自分の施設で制作に取り掛かった。その制作のために提案していたインド・シルクと綿の紐を発注する予算を与えられた。それと共に気球のガスが漏れにくくなるワニスについて未公開の処方箋も実現した。

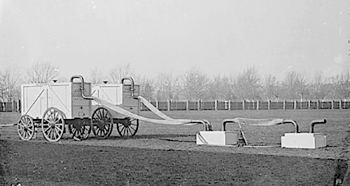
水素ガス発生器、気球1基に2台が割り当てられた

水素ガス発生器はワシントン海軍造船所で指物師の親方が作った。銅管とタンクを組み合わせて硫酸を満たし、鉄片を入れれば水素ガスが発生した。この発生器はロー自身の設計だったが工学の驚異と考えられた。それらは木箱に入れられるよう工夫され、それで容易に普通の荷車に合うようにされた。この発生器は気球制作よりも時間が掛かったので、最初の気球には間に合わなかった。
1861年10月1日、第1号の気球ユニオン号が使用可能となった。携帯用ガス発生器は無かったが、即座の任務に呼び出された。気球はワシントンでガス充填され、夜通し曳航されてチェイン・ブリッジ経由でルインズビルまで移動した。ポトマック川上流でバージニア州フェアファックス郡に入るには、屋根付きで格子構造の橋を通るために、気球を引っ張る者達は橋の桁や水平材の上を這って進む必要があった。気球と隊員は日の出までに到着したが夜通し9時間の試練で疲れ切っていた隊員は強風に煽られて気球を逃がしてしまった。気球は後に回収されたが、ローはこの事故で落胆しており、適切な装置を供給するのに遅れたことで厳しい批判を浴びた後のことだった。

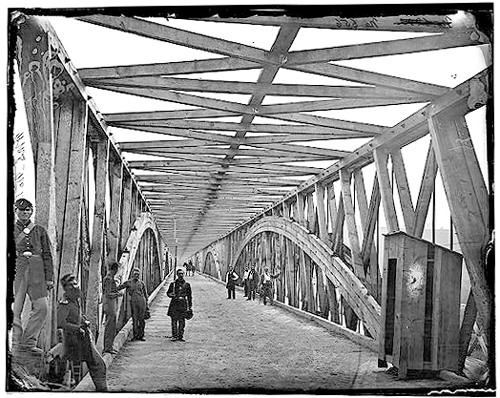
南北戦争の頃のチェイン･ブリッジ

ローは7基の気球を製作した。そのうち6基は任務に使われた。それぞれの気球に2台のガス発生器が付けられた。小さな気球は風の強い日、あるいは素早く1人で低高度に上がるときに使われた。ガスが少なくて良かったので直ぐに膨らませることができた。以下は小型気球である。
- イーグル
- コンスティチューション
- ワシントン

大型の気球は重量の多いとき、例えば電報用電鍵や操縦士として1人余分に乗せる時に使われた。高々度に昇ることができた。以下は大型気球である。
- ユニオン
- インターピッド（ローのお気に入りの気球）
- エクセルシア
- ユナイテッド・ステイツ

最後の2基はワシントンの倉庫に保存された。最終的にエクセルシアは高緯度の観測基地キャンプ・ローに送られ、厳しい冬季の間インターピッドの補助気球として使われたが、ユナイテッド・ステイツは一度も任務に就かなかった。ラマウンテンはローに対する罵倒の中でこの2基の気球を引き合いに出し、終戦の時に未使用のままでローが買い取ることができるように「蓄えていた」と言った。

## 司令部の設立
当初、ローはその気球が使われる1日当たり30ドルを提案された。ローは、より適切な気球制作を許されるのであれば、1日当たり金10ドル（大佐の給与）を受け入れると申し出た。また1日当たり通貨3ドルで必要なだけの隊員を雇うことも許された。ローは次の者達を入隊させることができた。父親で成功した気球乗りのクリビス・ロー、大西洋横断飛行を目指したときから志願していた船乗りのディキンソン船長、操縦士長を競っていたときにその気球を無くしていたアレン兄弟、アレン兄弟が推薦したエベン・シーバーとJ・B・スタークウェザーの2人、フィラデルフィアからの古い仲間ウィリアム・ポーリン、ドイツ人気球乗りジョン・シュタイナー、および気球制作の監督者で実任務を求めたエベネザー・メイソンだった。
ローは気球のために幾つかの場所を設定した。すなわち、モンロー砦、ワシントンD.C.、ハーパーズ・フェリーに近いキャンプ・ローだったが、自身は常に前線にあるようにした。ヨークタウンでは南軍がリッチモンドに向けて撤退するまでマクレラン将軍に仕えた。樹木の多いバージニア半島では水路を選ぶことを強いられた。気球任務はもっと遠い場所でも要請された。エベン・シーバーはイーグルを持ってミシシッピ川に行く任務を与えられ、そこの前線を助けた。スタークウェザーはワシントンを持ってバージニア州ポートロイヤルに派遣されたが、半島方面作戦の直前のことだった。

## 最初の気球母艦
石炭用艀から転用されたジェネラル・ワシントン・パーク・カスティスは、気球司令部の河川輸送船として使われており、甲板の上のものが全て取り去られており、気球のロープや網を繋ぎ止めるようになっていた。ローはガス発生器2台と1基の気球を載せて気球母艦とし、後に次のように報告した。

## 半島方面作戦

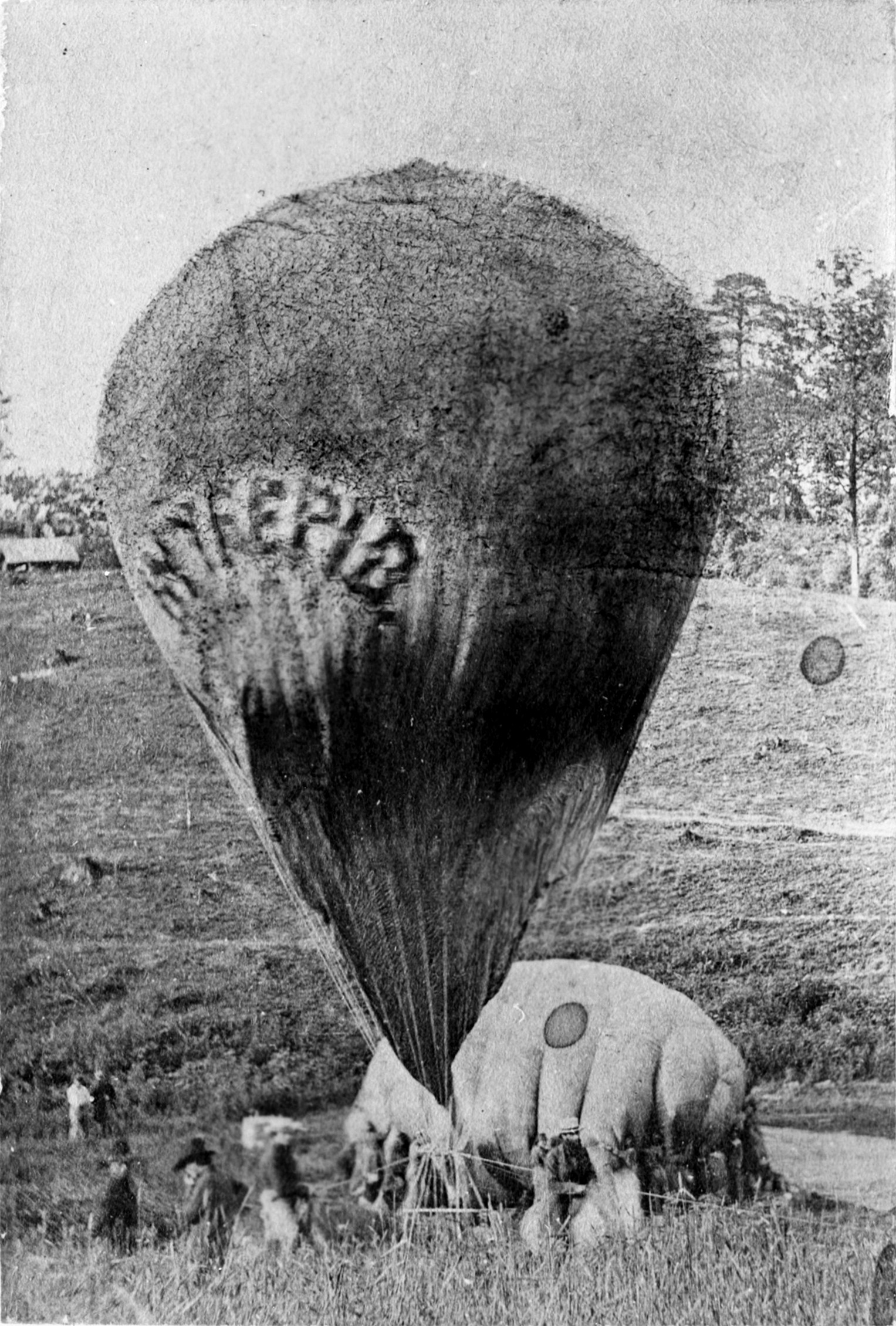
インターピッド号、セブンパインズの戦いを観測するためにコンスティチューションのガスも使って充填しているところ

半島方面作戦の時前線はリッチモンドに向かって動いた。深い森のために気球が使えなかったので、ローとその気球司令部はその気球の内3基、すなわちコンスティチューション、ワシントンと大型のインターピッドを使って、水路を通って内陸に進んだ。1862年5月半ば、ローはパマンキー川のホワイトハウスに到着した。そこはジョージとマーサのワシントン夫妻にとって最初の家であり、その後ワシントンD.C.の大統領官邸がその名前を貰った。当時はロバート・E・リーの息子の家であり、その家族はローが到着したときに逃げ出した。ローは数日後にマクレラン軍と出逢い、5月18日までにリッチモンドの北、チカホミニー川の対岸にあるゲイン農場で気球キャンプを設営し、またもう一つをメカニクスビルに設けた。これら見晴らしの良い地点から、ローとその助手ジェイムズ・アレン、父のクロビスはセブンパインズの戦いを見通すことができた。

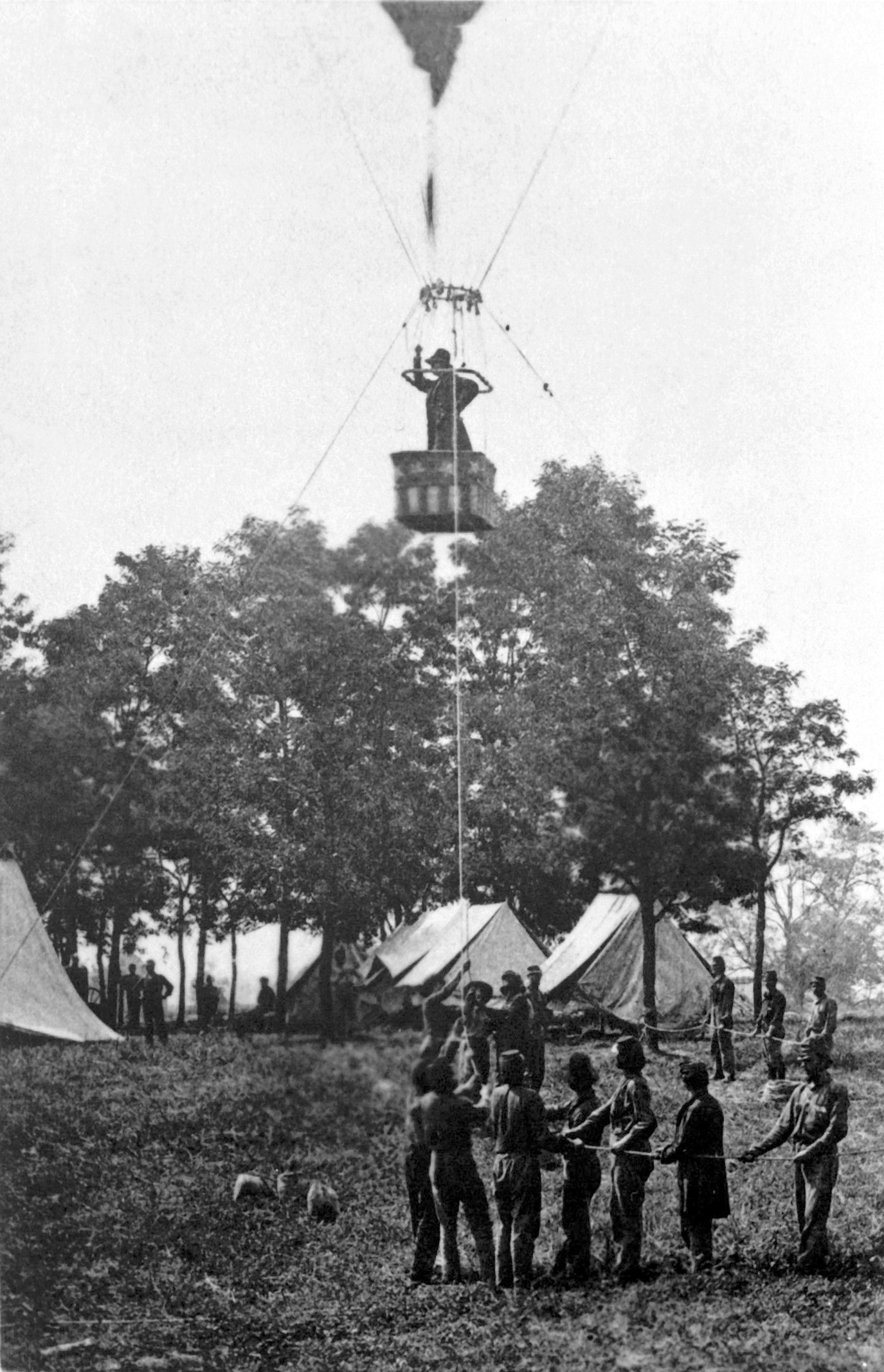
セブンパインズの戦いを観測するためにインターピッド号で上昇するロー

サミュエル・P・ハインツェルマン将軍の軍団から小さな分遣隊がリッチモンドに向けて川を渡り、ゆっくりと南軍の部隊によって取り囲まれていた。マクレランは南軍が単純に攻撃を装っていると考えた。ローはその見晴らしの良い場所から、南軍がハインツェルマンの陣地に結集しつつあるのが見えた。川が脹れ上がり、全ての橋が取り外されていたのでハインツェルマン軍団は主力から遮断された。ローはハインツェルマンの窮状について緊急の伝言を送り、ニューブリッジの即座の補修と援軍を推奨した。
これと同時に、ローは目前に迫った戦闘を目撃するために、電報用装置を載せても高く上がることのできる大型気球、インターピッドにガスを充填するよう命令を送った。ローがメカニクスビルからゲインズミルのインターピッドの地点に到着すると、気球は十分に充填されるまで1時間も掛かりそうだった。ローは次にキャンプ用薬缶の底を切って持ってくることを要求し、インターピッドとコンスティチューションの弁の端を接続した。ローはコンスティチューションのガスをインターピッドに送り込み15分の内に上昇した。この新しく見晴らしの良い高さからローは南軍の動き全てを報告することができた。マクレランはローの忠告を容れ、橋を修復し、ハインツェルマンの救援に援軍を送った。戦場を訪れていたジョアンビル伯爵が目撃した戦闘の証言があり、伯爵はその日の終わりにローに「貴方が今日の戦闘を救った」と告げた。

## 南軍の反応
北軍気球司令部が有効だったので、南軍も同じように気球を取り入れる必要があると感じた。リッチモンドでは石炭ガスが直ぐに手に入れられなかったので、最初の気球はモンゴルフィエ兄弟式の剛体様式で造られた。綿布が木枠の上に拡げられ、油を浸漬させた松かさを燃やしてできる煙で充填させた。これらはヨークタウンで使うためにジョン・R・ブライアン大尉が操縦した。ブライアンの操作者は経験が足りず、その気球は上空で回転を始めた。別の時には、操作者の1人が登って行く索に絡まり切り落とす必要があったために、ブライアンは自軍陣地上に自由飛行することになり、味方の兵士から撃ち落されそうになった。
ガス充填式絹製気球を製作する試みは、南部が全く輸入品を得ることができなかったために挫折した。南軍は衣服用の絹で気球を作り上げた。歴史家のエバンスは、南軍の気球が衣服を作るための絹で作られ、衣服そのものではなかったと述べている文書を引用した。それは次のようだった。「...南部のために日曜日の晴れ着を諦めるよう求められた南部婦人は一人ではなかった。」歴史家ユージン・ブロックはローが南軍のジェイムズ・ロングストリート少将から受け取った手紙で、気球を作るために見つけられる絹の衣服を集めるよう派遣されたと主張する次の文を引用している。
継ぎはき絹はローに渡され、ローは使いようが無かったが、切断してアメリカ合衆国議会でお土産として配った。ガス充填された球体がリッチモンドの上に多色の物体として現れ、ランドン・チーブス大尉が操縦した。最初の気球が使われる前に、ジェームズ川を輸送中、北軍海軍のUSSモニターの乗組員に捕獲された。2つ目の気球は1863年夏に利用され、係留所から切れて吹き流され北軍の手に落ちて、やはりアメリカ合衆国議会議員へのお土産に分割された。北軍が気球を利用することが減ったので、南軍もこれに倣った。

## 気球司令部の問題
1862年6月下旬の七日間の戦い中、マクレラン軍はリッチモンド郊外からの撤退を強いられた。ローはワシントンに戻った。湿気の多い状態にあったのでマラリアを患っており、1ヶ月足らず任務に就けなかった。ローが軍務に復帰すると、荷車、ラバおよび装置類が全て陸軍兵站部に返却されていた。実質的に失業状態になった。ローはアンティータムの戦いに従軍するよう命令されたが、戦場に到着したのは南軍がバージニア州への撤退を始めた後だった。ローはポトマック軍の新しい指揮官アンブローズ・バーンサイドに再度自分を売り込む必要があった。バーンサイドはフレデリックスバーグの戦いでローを活用した。
気球司令部はその成功事例があったにも拘らず、軍隊の社会の中で十分に歓迎されたことは無かった。依然としてカーニバルの興行師くらいに見られていた。粉骨砕身の努力にもほとんど考慮を払わない者もいた。気球司令部に何らかの価値を見出した者は、その職務や評判が危険に曝されている将軍達だった。低い階級の管理職はこの文民の部隊を軽蔑して見ており、軍隊での居場所が無かった。さらに、司令部の誰も軍隊の任官を受けておらず、捕獲されスパイとして待遇される危険性に直面したままであり、それは死罪を意味した。
気球司令部は最終的に陸軍工兵司令部の管轄となり、C・B・コムストックという1人の大尉の管理範囲に入った。コムストックは文民（ローのこと）が自分より高給を貰うことを喜ばなかったので、ローの給与を1日当たり金10ドルから通貨6ドル（金3ドルに相当）に下げた。ローは怒りの手紙を投函して、辞任すると脅した。誰もローを支持する者が出て来ず、コムストックは態度を変えなかった。1863年4月8日、ローは軍務から身を引き、民間事業に戻った。気球司令部の指令はアレン兄弟に残されたが、彼等はロー程有能ではなかった。1863年8月1日までに気球司令部は使われることが無くなった。

## 南北戦争後
飛行船（ディリジブル、ブリンプあるいはツェッペリン）がモーター推進で機械的舵取りができるものとして登場した時に、有人空中兵器は陸軍にとって再度重要なものになった。アメリカ陸軍信号司令部は1898年の米西戦争のときに、ある程度気球を利用した。
気球操縦と空中偵察に関するローの報告書は海外にも伝わった。1864年、ローはパラグアイと交戦中だったブラジル陸軍で少将の位を提案されたが、これを辞退した。その後幾らも経たないうちに、ドイツのフェルディナント・フォン・ツェッペリン伯爵がローを訪問し、その気球操縦術を見学した。フォン・ツェッペリンのディリジブルは当時の飛行術を変革させた。
19世紀には、空中の基地から敵に爆弾を落とすという考えは真剣に検討されなかったが、1863年2月にチャールズ・パーリーが取得した特許では、気球で持ち上げられる爆弾投下設備というものがあった。気球爆弾は無人であり、実際に爆弾を運び、遠くの敵軍の上に落とすという手段が無い理論的なアイディアだった。また文民が運営した気球司令部には爆弾を落とすというようなことを期待されることも無かった。